# Campeonato Mundial de Natação em Piscina Curta de 2022 - 100 m livre masculino
A prova dos 100 metros nado livre masculino do Campeonato Mundial de Natação em Piscina Curta de 2022 foi disputada entre os dias 14 e 15 de dezembro de 2022, no Melbourne Sports and Aquatics Centre, em Melbourne, na Austrália.

## Recordes
Antes desta competição, os recordes mundiais e do campeonato nesta prova eram os seguintes:
|                       | Nome             | Nacionalidade | Tempo | Local | Data                  |
| --------------------- | ---------------- | ------------- | ----- | ----- | --------------------- |
| Recorde mundial       | Kyle Chalmers    | Austrália     | 44.84 | Cazã  | 29 de outubro de 2021 |
| Recorde do campeonato | Vladimir Morozov | Rússia        | 45.51 | Doha  | 3 de dezembro de 2014 |

Os seguintes recordes mundiais ou do campeonato foram estabelecidos durante esta competição:
| Data           | Evento | Nome          | Nacionalidade | Tempo | Notas                 |
| -------------- | ------ | ------------- | ------------- | ----- | --------------------- |
| 15 de dezembro | Final  | Kyle Chalmers | Austrália     | 45.16 | Recorde do campeonato |

## Medalhistas
| Ouro                | Prata                 | Bronze                   |
| Kyle Chalmers (AUS) | Maxime Grousset (FRA) | Alessandro Miressi (ITA) |

## Cronograma
Todos os horários são locais (UTC+11).
| Data           | Hora  | Evento        |
| -------------- | ----- | ------------- |
| 14 de dezembro | 12:03 | Eliminatórias |
| 14 de dezembro | 20:08 | Semifinal     |
| 15 de dezembro | 19:42 | Final         |

## Resultados

### Eliminatórias
As eliminatórias ocorreram no dia 14 de dezembro com início às 12:03.
| Colocação | Bateria | Raia | Nadador                 | Nacionalidade                   | Tempo   | Notas            |
| --------- | ------- | ---- | ----------------------- | ------------------------------- | ------- | ---------------- |
| 1         | 6       | 6    | Jordan Crooks           | Ilhas Caimã                     | 45.61   | Q,               |
| 2         | 9       | 4    | Maxime Grousset         | França                          | 45.77   | Q                |
| 3         | 11      | 4    | Kyle Chalmers           | Austrália                       | 45.84   | Q                |
| 4         | 9       | 6    | David Popovici          | Roménia                         | 46.15   | Q,               |
| 5         | 10      | 4    | Alessandro Miressi      | Itália                          | 46.22   | Q                |
| 6         | 9       | 5    | Hwang Sun-woo           | Coreia do Sul                   | 46.36   | Q                |
| 7         | 11      | 5    | Thomas Ceccon           | Itália                          | 46.41   | Q                |
| 8         | 11      | 1    | Youssef Ramadan         | Egito                           | 46.51   | Q,               |
| 9         | 8       | 2    | Tom Dean                | Reino Unido                     | 46.54   | Q                |
| 10        | 10      | 6    | Heiko Gigler            | Áustria                         | 46.64   | Q,               |
| 11        | 10      | 5    | Pan Zhanle              | China                           | 46.79   | Q                |
| 12        | 7       | 1    | Sergio de Celis         | Espanha                         | 46.80   | Q                |
| 13        | 8       | 6    | Lewis Burras            | Reino Unido                     | 46.92   | Q                |
| 14        | 11      | 6    | Pedro Spajari           | Brasil                          | 46.94   | Q                |
| 15        | 10      | 2    | Matthew Temple          | Austrália                       | 46.98   | Q                |
| 16        | 10      | 1    | Mikel Schreuders        | Aruba                           | 47.03   | Q                |
| 17        | 9       | 2    | Drew Kibler             | Estados Unidos                  | 47.05   |                  |
| 18        | 10      | 8    | Szebasztián Szabó       | Hungria                         | 47.09   |                  |
| 19        | 7       | 4    | Hunter Armstrong        | Estados Unidos                  | 47.11   |                  |
| 19        | 9       | 7    | Karol Ostrowski         | Polónia                         | 47.11   |                  |
| 19        | 10      | 7    | Josha Salchow           | Alemanha                        | 47.11   |                  |
| 22        | 11      | 7    | Katsuhiro Matsumoto     | Japão                           | 47.13   |                  |
| 23        | 10      | 3    | Gabriel Santos          | Brasil                          | 47.14   |                  |
| 24        | 11      | 2    | Wang Haoyu              | China                           | 47.17   |                  |
| 25        | 6       | 7    | Deniel Nankov           | Bulgária                        | 47.30   | Recorde nacional |
| 25        | 7       | 7    | Ruslan Gaziev           | Canadá                          | 47.30   |                  |
| 27        | 9       | 8    | Carter Swift            | Nova Zelândia                   | 47.36   |                  |
| 28        | 11      | 8    | Yuri Kisil              | Canadá                          | 47.40   |                  |
| 29        | 9       | 1    | Daniel Zaitsev          | Estónia                         | 47.46   |                  |
| 30        | 8       | 5    | Nikola Miljenić         | Croácia                         | 47.51   |                  |
| 31        | 8       | 7    | Nicholas Lia            | Noruega                         | 47.55   | Recorde nacional |
| 32        | 11      | 3    | Stan Pijnenburg         | Países Baixos                   | 47.56   |                  |
| 33        | 8       | 1    | Ian Ho                  | Hong Kong                       | 47.61   |                  |
| 34        | 8       | 4    | Isak Eliasson           | Suécia                          | 47.73   |                  |
| 35        | 6       | 3    | Matej Duša              | Eslováquia                      | 47.75   | Recorde nacional |
| 36        | 5       | 4    | Lamar Taylor            | Bahamas                         | 47.76   | Recorde nacional |
| 37        | 9       | 3    | Katsumi Nakamura        | Japão                           | 47.79   |                  |
| 38        | 7       | 8    | Aleksey Tarasenko       | Uzbequistão                     | 47.82   | Recorde nacional |
| 39        | 8       | 8    | Illia Linnyk            | Ucrânia                         | 47.99   |                  |
| 40        | 7       | 5    | Clayton Jimmie          | África do Sul                   | 48.09   |                  |
| 41        | 7       | 6    | Daniel Gracík           | Chéquia                         | 48.14   |                  |
| 42        | 6       | 4    | Meiron Cheruti          | Israel                          | 48.20   |                  |
| 43        | 8       | 3    | Velimir Stjepanović     | Sérvia                          | 48.42   |                  |
| 44        | 7       | 2    | Xander Skinner          | Namíbia                         | 48.45   |                  |
| 45        | 7       | 3    | Ben Hockin              | Paraguai                        | 48.48   |                  |
| 46        | 5       | 6    | Adi Mešetović           | Bósnia e Herzegovina            | 48.97   |                  |
| 47        | 5       | 5    | Wesley Roberts          | Ilhas Cook                      | 49.59   | Recorde nacional |
| 47        | 6       | 8    | Denzel González         | República Dominicana            | 49.59   | Recorde nacional |
| 49        | 5       | 8    | Hansell McCaig          | Fiji                            | 49.73   | Recorde nacional |
| 50        | 4       | 1    | Miguel Vázquez          | Guatemala                       | 49.77   | Recorde nacional |
| 51        | 4       | 6    | Omar Abbass             | Síria                           | 50.01   | Recorde nacional |
| 52        | 6       | 2    | Pedro Chiancone         | Uruguai                         | 50.28   |                  |
| 53        | 5       | 3    | Tomàs Lomero            | Andorra                         | 50.32   | Recorde nacional |
| 54        | 4       | 3    | Jeancarlo Calderon      | Panamá                          | 50.54   |                  |
| 55        | 4       | 8    | Salem Sabt              | Emirados Árabes Unidos          | 50.58   |                  |
| 56        | 6       | 1    | Luka Kukhalashvili      | Geórgia                         | 50.59   | Recorde nacional |
| 57        | 5       | 2    | Esteban Núñez           | Bolívia                         | 50.76   |                  |
| 58        | 4       | 2    | Batbayaryn Enkhtamir    | Mongólia                        | 50.87   | Recorde nacional |
| 59        | 4       | 5    | Issa Al-Adawi           | Omã                             | 51.05   |                  |
| 60        | 5       | 1    | James Freeman           | Botswana                        | 51.08   |                  |
| 61        | 4       | 4    | Leon Seaton             | Guiana                          | 51.24   |                  |
| 62        | 3       | 4    | Collins Saliboko        | Tanzânia                        | 51.50   |                  |
| 63        | 3       | 2    | Ahmed Al-Hasani         | Iraque                          | 51.96   |                  |
| 64        | 4       | 7    | Paolo Priska            | Albânia                         | 52.18   |                  |
| 65        | 3       | 8    | Martin Muja             | Kosovo                          | 52.28   |                  |
| 66        | 1       | 1    | Mahmoud Abu Gharbieh    | Palestina                       | 52.33   |                  |
| 67        | 3       | 1    | Md Asif Reza            | Bangladesh                      | 52.91   |                  |
| 67        | 3       | 5    | Finau Ohuafi            | Tonga                           | 52.91   |                  |
| 69        | 2       | 5    | Matt Savitz             | Gibraltar                       | 53.37   |                  |
| 70        | 3       | 3    | Marc Dansou             | Benim                           | 53.46   |                  |
| 71        | 3       | 7    | Abdalla El-Ghamry       | Catar                           | 53.57   |                  |
| 72        | 2       | 4    | Jake Chee-A-Tow         | Barbados                        | 53.62   |                  |
| 73        | 1       | 4    | Clinton Opute           | Nigéria                         | 53.66   |                  |
| 74        | 2       | 6    | Josh Tarere             | Papua-Nova Guiné                | 54.13   |                  |
| 75        | 3       | 6    | Jinnosuke Suzuki        | Marianas Setentrionais          | 54.48   |                  |
| 76        | 2       | 7    | Mohamad Zubaid          | Kuwait                          | 54.95   |                  |
| 77        | 1       | 8    | Sangay Tenzin           | Butão                           | 55.46   |                  |
| 78        | 2       | 3    | Cedrick Niyibizi        | Ruanda                          | 55.87   |                  |
| 79        | 1       | 2    | Ervin Shrestha          | Nepal                           | 56.87   |                  |
| 80        | 2       | 2    | Edgar Iro               | Ilhas Salomão                   | 58.43   |                  |
| 81        | 2       | 1    | Shawn Dingilius-Wallace | Palau                           | 58.57   |                  |
| 82        | 2       | 8    | Kyler Kihleng           | Estados Federados da Micronésia | 58.58   |                  |
| 83        | 1       | 5    | Phillip Kinono          | Ilhas Marshall                  | 1:01.29 |                  |
| 84        | 1       | 6    | Jolanio Guterres        | Timor-Leste                     | 1:10.23 |                  |
| 85        | 1       | 3    | Hugo Nguichie           | Camarões                        | DNS     | DNS              |
| 85        | 1       | 7    | Fodé Camara             | Guiné                           | DNS     | DNS              |
| 85        | 5       | 7    | Bradley Vincent         | Ilhas Maurícias                 | DNS     | DNS              |
| 85        | 6       | 5    | Sina Gholampour         | Irão                            | DNS     | DNS              |

### Semifinal
A semifinal ocorreu no dia 14 de dezembro com início às 20:08.
| Colocação | Bateria | Raia | Nadador            | Nacionalidade | Tempo | Notas  |
| --------- | ------- | ---- | ------------------ | ------------- | ----- | ------ |
| 1         | 2       | 4    | Jordan Crooks      | Ilhas Caimã   | 45.55 | Q,     |
| 2         | 1       | 4    | Maxime Grousset    | França        | 45.58 | Q      |
| 3         | 2       | 5    | Kyle Chalmers      | Austrália     | 45.66 | Q      |
| 4         | 2       | 3    | Alessandro Miressi | Itália        | 45.74 | Q      |
| 5         | 1       | 5    | David Popovici     | Roménia       | 45.91 | Q, WJ, |
| 6         | 2       | 6    | Thomas Ceccon      | Itália        | 46.13 | Q      |
| 7         | 2       | 7    | Pan Zhanle         | China         | 46.19 | Q      |
| 8         | 2       | 2    | Tom Dean           | Reino Unido   | 46.20 | Q      |
| 9         | 1       | 3    | Hwang Sun-woo      | Coreia do Sul | 46.41 |        |
| 10        | 1       | 6    | Youssef Ramadan    | Egito         | 46.57 |        |
| 11        | 1       | 7    | Sergio de Celis    | Espanha       | 46.60 |        |
| 12        | 2       | 1    | Lewis Burras       | Reino Unido   | 46.61 |        |
| 13        | 2       | 8    | Matthew Temple     | Austrália     | 46.63 |        |
| 14        | 1       | 2    | Heiko Gigler       | Áustria       | 46.92 |        |
| 15        | 1       | 8    | Mikel Schreuders   | Aruba         | 47.12 |        |
| 16        | 1       | 1    | Pedro Spajari      | Brasil        | 47.32 |        |

### Final
A final foi realizada no dia 15 de dezembro com início às 19:42.
| Colocação         | Raia | Nadador            | Nacionalidade | Tempo | Notas                 |
| ----------------- | ---- | ------------------ | ------------- | ----- | --------------------- |
| Medalha de ouro   | 3    | Kyle Chalmers      | Austrália     | 45.16 | Recorde do campeonato |
| Medalha de prata  | 5    | Maxime Grousset    | França        | 45.41 |                       |
| Medalha de bronze | 6    | Alessandro Miressi | Itália        | 45.57 | =                     |
| 4                 | 2    | David Popovici     | Roménia       | 45.64 | WJ,                   |
| 5                 | 7    | Thomas Ceccon      | Itália        | 45.72 |                       |
| 6                 | 1    | Pan Zhanle         | China         | 45.77 | Recorde asiático      |
| 6                 | 4    | Jordan Crooks      | Ilhas Caimã   | 45.77 |                       |
| 8                 | 8    | Tom Dean           | Reino Unido   | 46.11 |                       |

Legenda
| Recorde mundial       | Recorde mundial (World record)               |                       | Recorde africano                      | Recorde africano (African) |                                           | Q | Classificado por posição (Qualified) |
| Recorde do campeonato | Recorde do campeonato (Championship record)  | Recorde da América    | Recorde da América (Americas)         | q                          | Classificado por melhor tempo (Qualified) |   |                                      |
| Melhor marca do ano   | Melhor marca do ano (World leading)          | Recorde asiático      | Recorde asiático (Asian)              | DNS                        | Não largou (Did not start)                |   |                                      |
| Recorde nacional      | Recorde nacional (National record)           | Recorde europeu       | Recorde europeu (European)            | DNF                        | Não terminou (Did not finish)             |   |                                      |
| Recorde pessoal       | Recorde pessoal do atleta (Personal best)    | Recorde da Oceania    | Recorde da Oceania (Oceania)          | DSQ / DQ                   | Desclassificado (Disqualified)            |   |                                      |
| Recorde da temporada  | Recorde da temporada do atleta (Season best) | Recorde sul-americano | Recorde sul-americano (South America) | NM                         | Sem marca (No mark)                       |   |                                      |